# Odontopera protecta
Odontopera protecta är en fjärilsart som beskrevs av Claude Herbulot 1983. Odontopera protecta ingår i släktet Odontopera och familjen mätare. Inga underarter finns listade i Catalogue of Life.